# بطولة الأمم الست 2006
بطولة الأمم الستة 2006 (بالإنجليزية: 2006 Six Nations Championship)‏ هو الموسم 112 من  بطولة الأمم الستة. كان عدد الأندية المشاركة فيه  6، وفاز فيه منتخب فرنسا الوطني لاتحاد الرغبي.